# Bilcza (gromada)
Bilcza – dawna gromada, czyli najmniejsza jednostka podziału terytorialnego Polskiej Rzeczypospolitej Ludowej w latach 1954–1972.
Gromady, z gromadzkimi radami narodowymi (GRN) jako organami władzy najniższego stopnia na wsi, funkcjonowały od reformy reorganizującej administrację wiejską przeprowadzonej jesienią 1954 do momentu ich zniesienia z dniem 1 stycznia 1973, tym samym wypierając organizację gminną w latach 1954–1972.
Gromadę Bilcza z siedzibą GRN w Bilczy utworzono – jako jedną z 8759 gromad na obszarze Polski – w powiecie kieleckim w woj. kieleckim, na mocy uchwały nr 13c/54 WRN w Kielcach z dnia 29 września 1954. W skład jednostki weszły obszary dotychczasowych gromad Bilcza i Kowala ze zniesionej gminy Dyminy oraz Kuby Młyny ze zniesionej gminy Morawica w tymże powiecie. Dla gromady ustalono 20 członków gromadzkiej rady narodowej.
1 stycznia 1958 z gromady Bilcza wyłączono wieś Piaseczna Górka włączając ją do gromady Morawica w tymże powiecie.
1 stycznia 1959 z gromady Bilcza wyłączono wieś Kuby Młyny włączając ją do gromady Morawica w tymże powiecie.
31 grudnia 1961 gromadę zniesiono, a jej obszar włączono do gromady Dyminy (wieś Bilcza i leśniczówkę Chodcza) oraz do znoszonej gromady Zagrody, przemianowanej jednocześnie na gromada Sitkówka (wieś Kowala).